# Estación Flamengo
La Estación Flamengo es una de las estaciones de la Línea 1 del Metro de Río de Janeiro ubicada en el barrio homónimo entre la estación Largo do Machado y la estación Botafogo. Fue inaugurada el 18 de septiembre de 1981 junto con la estación Botafogo. Recibe un flujo aproximado de 29 mil personas por día y sirve a un barrio residencial de gran movimiento. La estación es cercana a lugares turísticas como son la playa de Flamengo y el Aterro de Flamengo. 
Posee dos accesos:
- Acceso A por Marqués de Abrantes
- Acceso B por Playa de Botafogo